# Chennai
Chennai (en tamil: சென்னை,  /t͡ɕenːaɪ̯/ⓘ), antiguamente conocida como Madrás (en tamil: மெட்ராஸ்:, /məˈdrɑː(æ)s/ⓘ), es la capital de Tamil Nadu, estado del sur de la India. Es la cuarta ciudad más grande del país y forma la 35.ª área metropolitana más poblada del mundo. El nombre oficial en inglés fue cambiado a Chennai en 1996, pero el topónimo tradicional de Madrás se sigue utilizando en la lengua española.
Presta Madrás su nombre a una fina tela de algodón denominada madrás.

## Etimología
El nombre Chennai es un epónimo, etimológicamente deriva de Chennapattinam o Chennapattanam, el nombre de la ciudad que creció alrededor del Fuerte de St. George, construido por los británicos en 1640. Existen diferentes versiones sobre el origen del nombre. Cuando los británicos desembarcaron aquí en 1639 se dijo que iba a formar parte del imperio del rajá de Chandragiri. Los británicos lo llamaron Chennapatnam después de que fuera adquirida por Chennappa Nayaka, un cacique viyaianagar. Paulatinamente, el nombre se redujo a Chennai. El primer ejemplo de la utilización del nombre de Chennai se dice que es una venta en escritura pública en agosto de 1639 a Francis Day.
El nombre Madrás deriva de Madraspattinam, un pueblo pesquero que vivía al norte del Fuerte St. George. El origen etimológico del nombre Madraspattinam es un tema sujeto a discusión. Una teoría sostiene que en portugués, invasores en la zona en el siglo XVI, puede tener el significado del pueblo de Madre de Deus. Sin embargo, algunos historiadores creen que el nombre del pueblo se deriva de la prominente familia Madeiros, que consagró la iglesia Madre de Deus en Santhome en 1575 (demolida en 1997). Otra teoría dice que el pueblo recibió su nombre por una universidad islámica (madrasa), que estaba situada en la zona. Una vez asentada la dominación británica en la zona en el siglo XVII, las dos ciudades, Madraspattinam y Chennapattinam, finalmente se fusionaron. Los británicos se referían a la ciudad unida como Madraspattinam, mientras que los vecinos del lugar preferían llamarlo Chennapattinam.
La ciudad fue oficialmente renombrada Chennai en lengua inglesa en 1996, casi al mismo tiempo que muchas ciudades de la India se encontraban inmersas en los cambios de nombre.

## Geografía

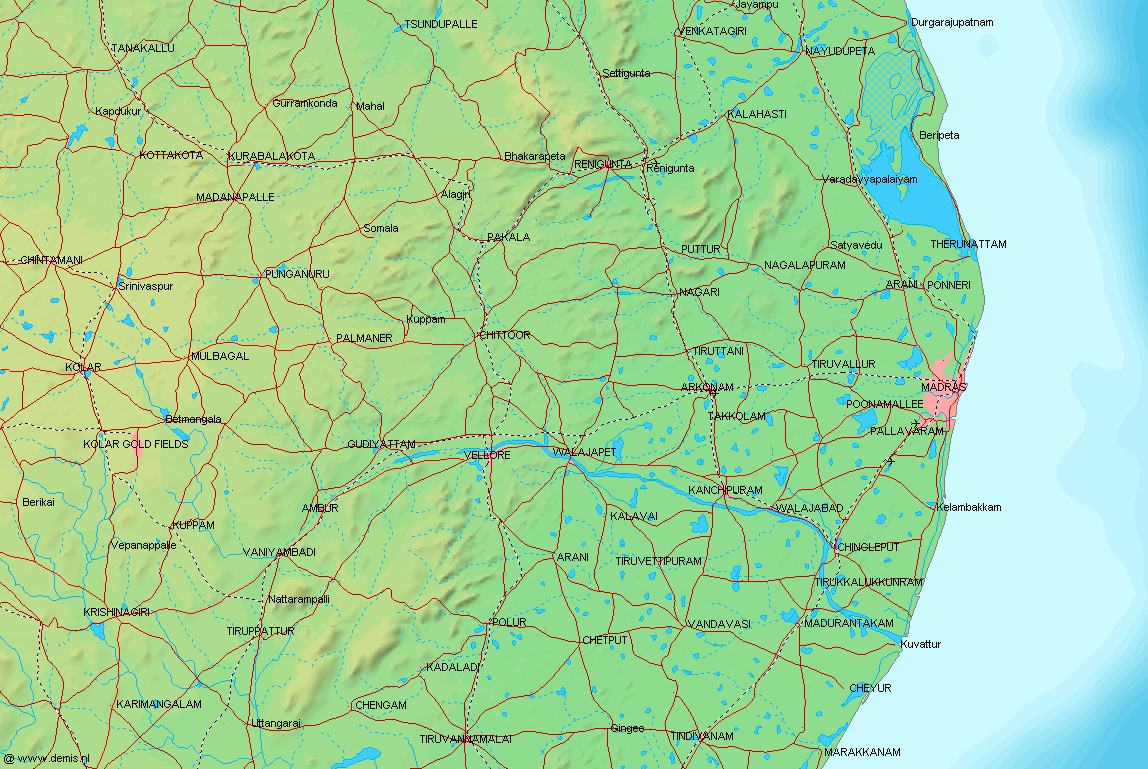
Chennai y sus alrededores

Chennai posee la segunda playa más larga del mundo (Marina Beach).
Connemara Public Library es una de las cuatro bibliotecas nacionales de la India, que reciben una copia de todo libro, periódico o revista que se publica en India.
Guindy Engineering College, es la más vieja facultad de ingeniería fuera de Europa.

## Historia
Los portugueses fueron los primeros en establecerse en 1522 y en 1612 los holandeses se establecieron un poco más al norte. En 1639 la Compañía Británica de las Indias Orientales se estableció entre ambos enclaves.
La escuela lancasteriana o enseñanza mutua fue inventada en Madrás por Andrew Bell y por Joseph Lancaster al final del s. xviii.
Durante la administración británica la ciudad creció hasta convertirse en un gran centro urbano y base naval. Tras la creación del ferrocarril a finales del siglo XIX, quedó conectada con otras ciudades importantes como Bombay o Calcuta, facilitando los intercambios comerciales y las comunicaciones con las zonas del interior. Madrás fue la única ciudad de la India en ser atacada por los Imperios Centrales durante la I Guerra Mundial, cuando un depósito de combustible fue arrasado por el crucero ligero alemán SMS Emden.
Tras la independencia de la India en 1947, la ciudad se convirtió en la capital del Estado de Madrás, que fue renombrado a Tamil Nadu en 1967. Entre 1965 y 1967 la ciudad vivió una intensa agitación social támil contra la imposición del hindi.
En 2004 el tsunami del Océano Índico arrasó la costa de Madrás, matando a muchas personas y alterando la forma de la costa significativamente.

## Demografía
Según el último censo nacional indio, del 1 de marzo de 2001, la ciudad de Madrás propiamente dicha tenía 4 216 268 habitantes (3 841 396 habitantes de acuerdo al de 1991). Mientras tanto, para esas mismas fechas, su conglomerado urbano ascendía a los 6.424.624 y 5.421.985 respectivamente. Para principios de 2009, se estimaba una población de unos 4 540 000 para la Madrás "estricta", a la vez que ya 7 340 000 para su conurbación.
En el año 2001, la densidad de población de la ciudad fue de 24.682 hab/km ², mientras que la del área metropolitana fue de 5922 hab/km², convirtiéndola en una de las ciudades más densamente pobladas del mundo. La proporción entre los sexos es de 951 mujeres por cada 1000 hombres, ligeramente superior a la media nacional de 934. El promedio de tasa de alfabetización es del 80,14 %, muy superior a la media nacional de 64,50 %.
La ciudad tiene la cuarta mayor población de habitantes de barrios precarios, entre las principales ciudades de la India, con cerca de 820.000 personas (18,6 % de su población) viven en condiciones de barrios precarios. Este número representa aproximadamente el 5 % del total de población de barrios precarios en la India. En 2005, la tasa de criminalidad en la ciudad fue 313,3 por cada 100 000 personas, lo que representa el 6,2 % de todos los delitos denunciados en las principales ciudades de la India. El número de delitos en la ciudad mostraron un incremento significativo de 61,8 % a partir de 2004.
La mayoría de la población en Chennai son támiles y el támil es el idioma principal hablado en Chennai. El inglés es ampliamente hablado sobre todo en los negocios, la educación y los profesionales. Unas importantes comunidades télugu y malayalam viven en la ciudad. Chennai también tiene una gran población migrante, que vienen de otras partes de Tamil Nadu y el resto del país. A partir de 2001, de los 937.000 inmigrantes (21,57 % de su población) en la ciudad, 74,5 % eran de otras partes del estado, 23,8 % eran del resto de la India y el 1,7 % eran de fuera del país. De acuerdo al censo de 2001, los hindúes constituyen aproximadamente el 82,27 % de la población de la ciudad, y los musulmanes (8.37 %), cristianos (7.63 %) y jainas (1,05 %) son otros importantes grupos religiosos.
| Gráfica de evolución de Chennai entre 1791 y 2019 |
|                                                   |

## Cultura
La mayor parte de la población es tamil aunque con una importante minoría telugu.
Chennai es la base para la gran industria de cine támil e infantil, llamado Kollywood, hogar de la mayoría de los estudios cinematográficos. La industria hace más de 150 películas támiles en un año, y sus bandas sonoras dominan la ciudad de la música. Algunos de los géneros populares en los cines son: sátira política, comedia, historia, mitología y drama.

## Arquitectura
Dado que la historia de muchos barrios de la ciudad, como Mylapore, Triplicane y Tiruvanmiyur, es anterior a la de la propia ciudad, la arquitectura de Madrás tiene una amplia cronología. Los edificios más antiguos de la ciudad datan de los siglos VII y VIII de nuestra era, entre los que se encuentran el Templo Kapaleeshwarar de Mylapore y el Templo Parthasarathy de Triplicane, construidos según la arquitectura dravídica. Esta arquitectura incluye varios estilos, como los de los Pallavas, los Cholas y los imperios Vijayanagara. La arquitectura Agraharam asociada, que consiste en casas tradicionales en hilera que rodean un templo, aún puede verse en estas zonas. Los templos Patrimonio de la Humanidad de Mamallapuram en las afueras de la ciudad son algunos de los ejemplos de la arquitectura Pallava. Madrás ocupa el segundo lugar, después de Calcuta, en cuanto a la mayor colección de edificios patrimoniales indios del país.

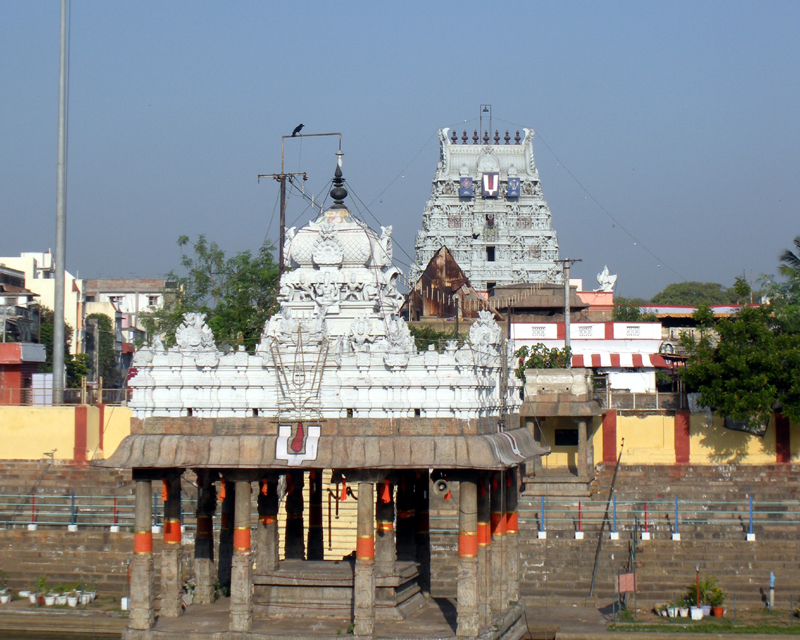
Una vista de la zona del Templo Parthasarathy de Triplicane.

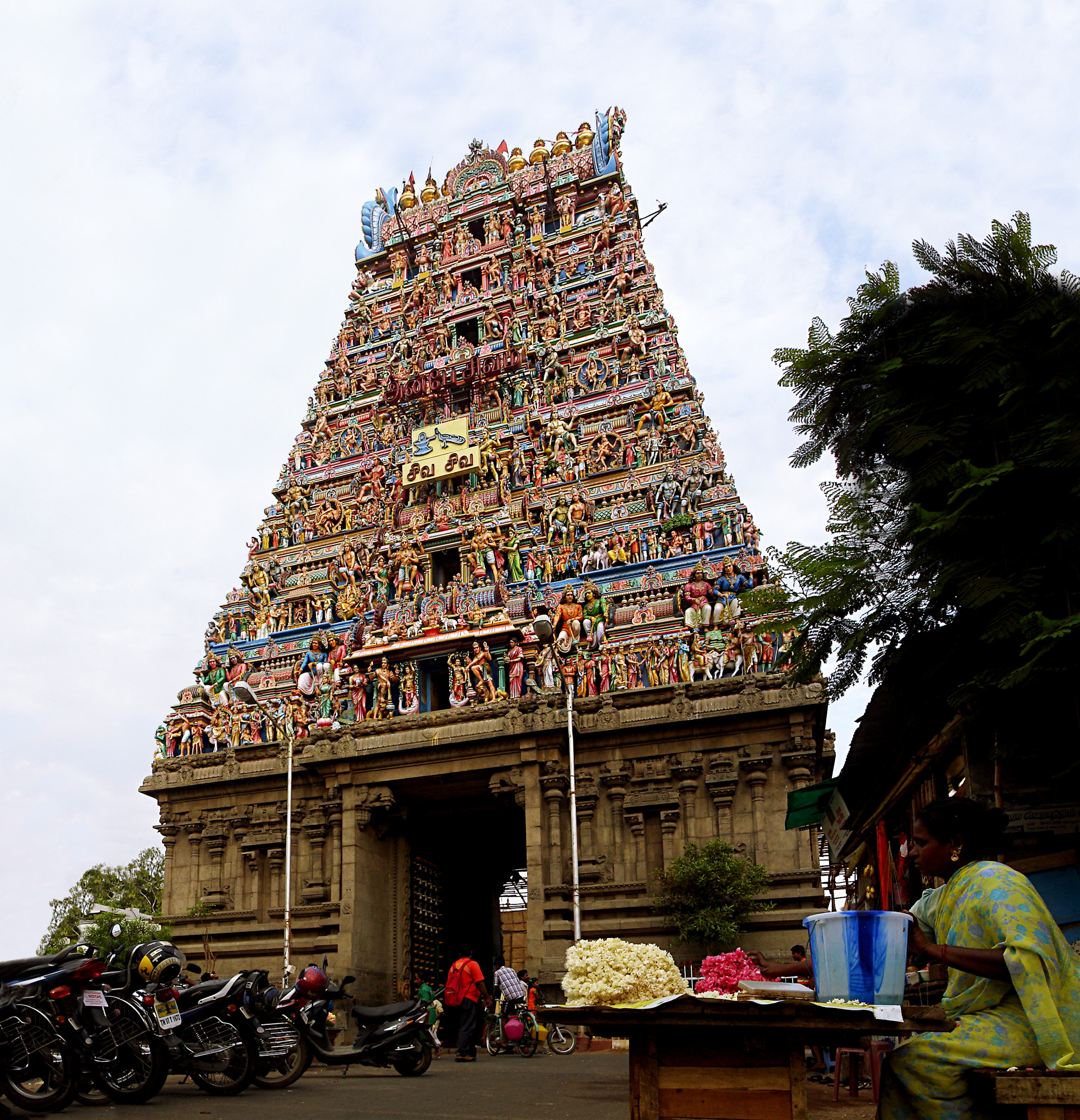
Fachada del Templo Kapaleeshwarar en Mylapore.

Con la llegada de los mogoles y de los británicos, la ciudad vio un aumento en la mezcla de estilos hindúes, islámicos y del renacimiento gótico, dando lugar a una distintiva arquitectura denominada indosarracena. La arquitectura para varias instituciones tempranas como la banca y el comercio, los ferrocarriles, la prensa y la educación, principalmente a través del dominio colonial, siguió las direcciones anteriores del neoclásico y el indo-sarraceno. Se dice que el Palacio de Chepauk (Chepauk's Palace), diseñado por Paul Benfield, es el primer edificio indo-sarraceno en la India. Desde entonces, muchos de los edificios de la época colonial en la ciudad fueron diseñados en este estilo de arquitectura, que es más evidente alrededor del Fort St. George construido en 1640. La mayoría de estos edificios fueron diseñados por los arquitectos ingleses Robert Fellowes Chisholm y Henry Irwin. Los mejores ejemplos de este estilo son el Tribunal Supremo de Madrás (construido en 1892), la sede de los Ferrocarriles del Sur, el edificio Ripon, el Museo del Gobierno, la Casa del Senado de la Universidad de Madrás, el Amir Mahal, el edificio de Seguros Bharat, el Salón Público Victoria y el colegio de Ingeniería Guindy. El grupo escultórico el Triunfo del Trabajo (The Triumph of Labour), también conocido como la estatua del Trabajo, en la playa de Marina, es un importante punto de referencia de Madrás.

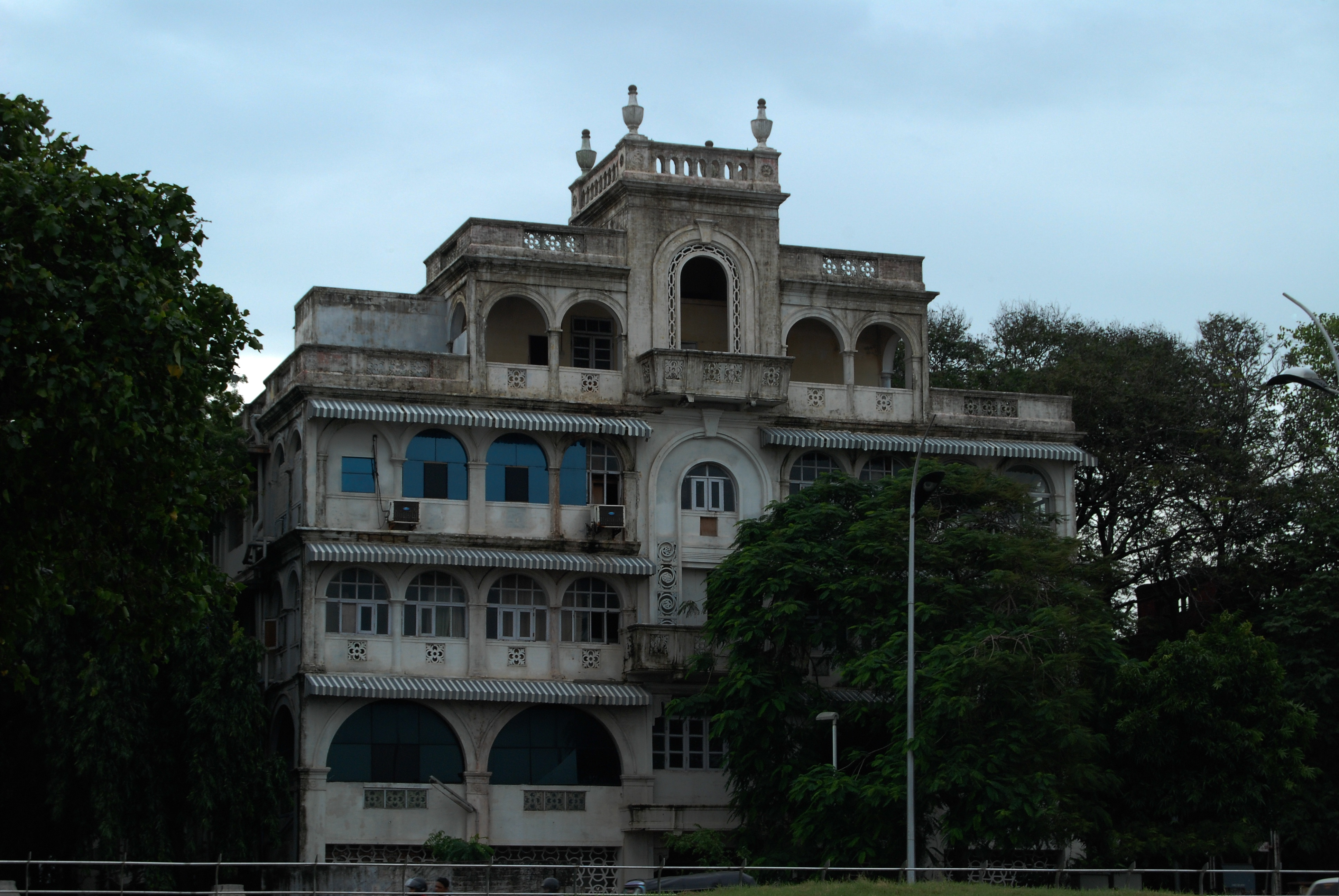
El palacio Chepauk.

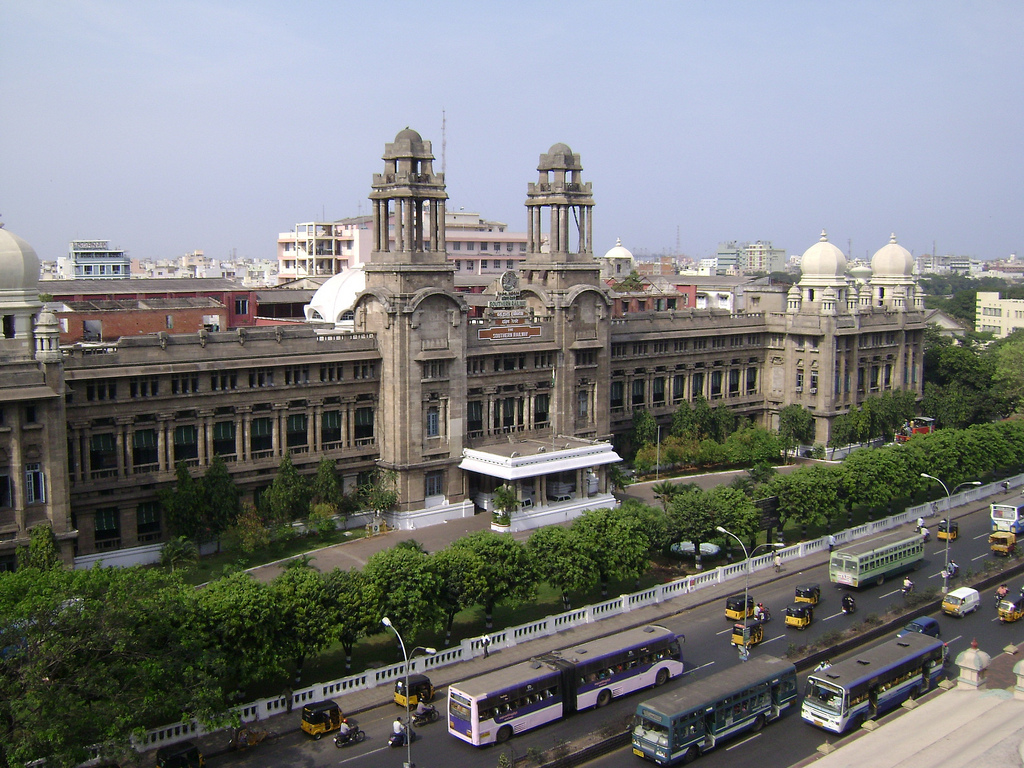
La sede de los Ferrocarriles del Sur (Southern Railway), uno de los bellos ejemplos de arquitectura indosarracena de la ciudad.

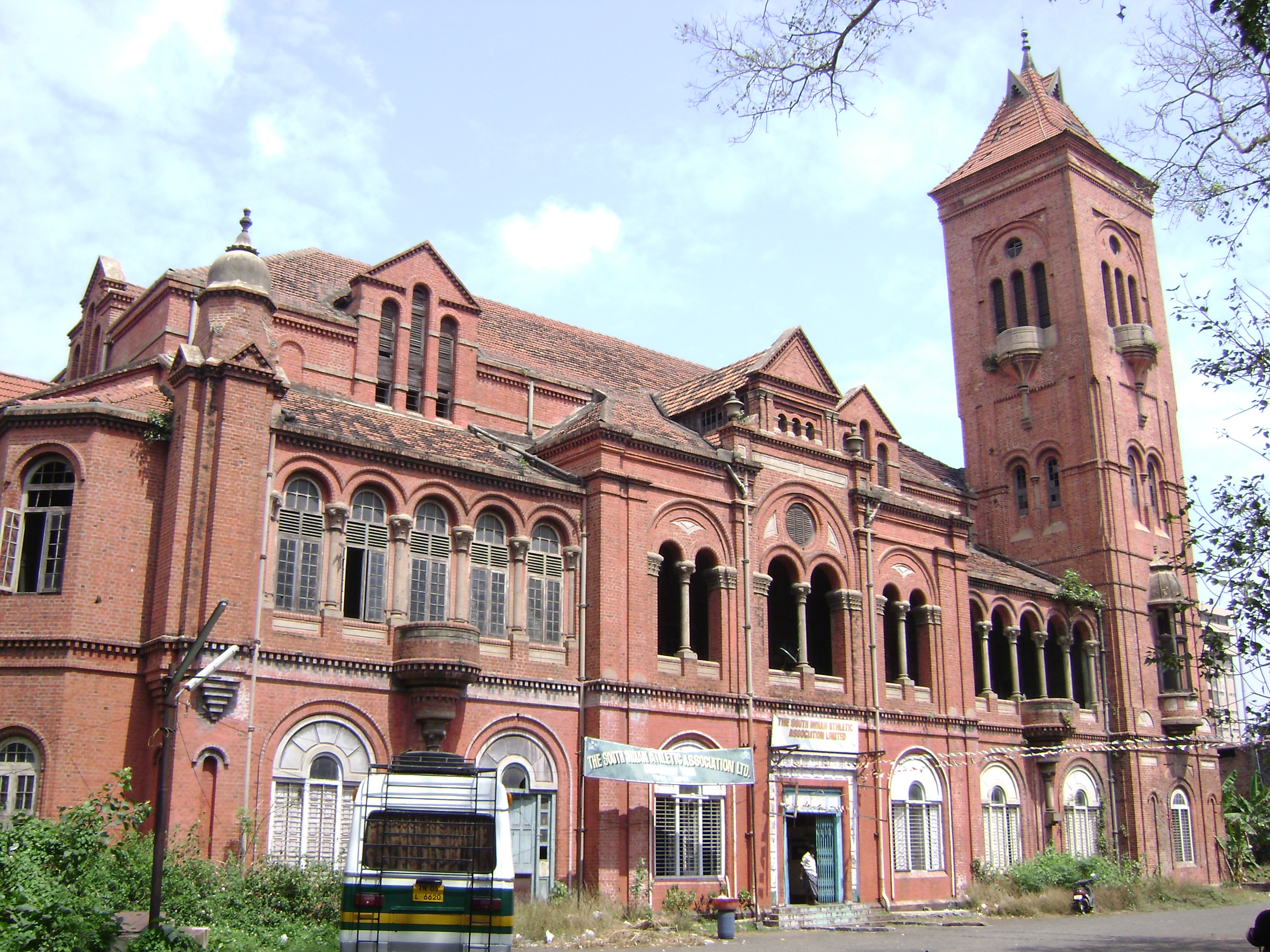
El Victoria Public Hall.

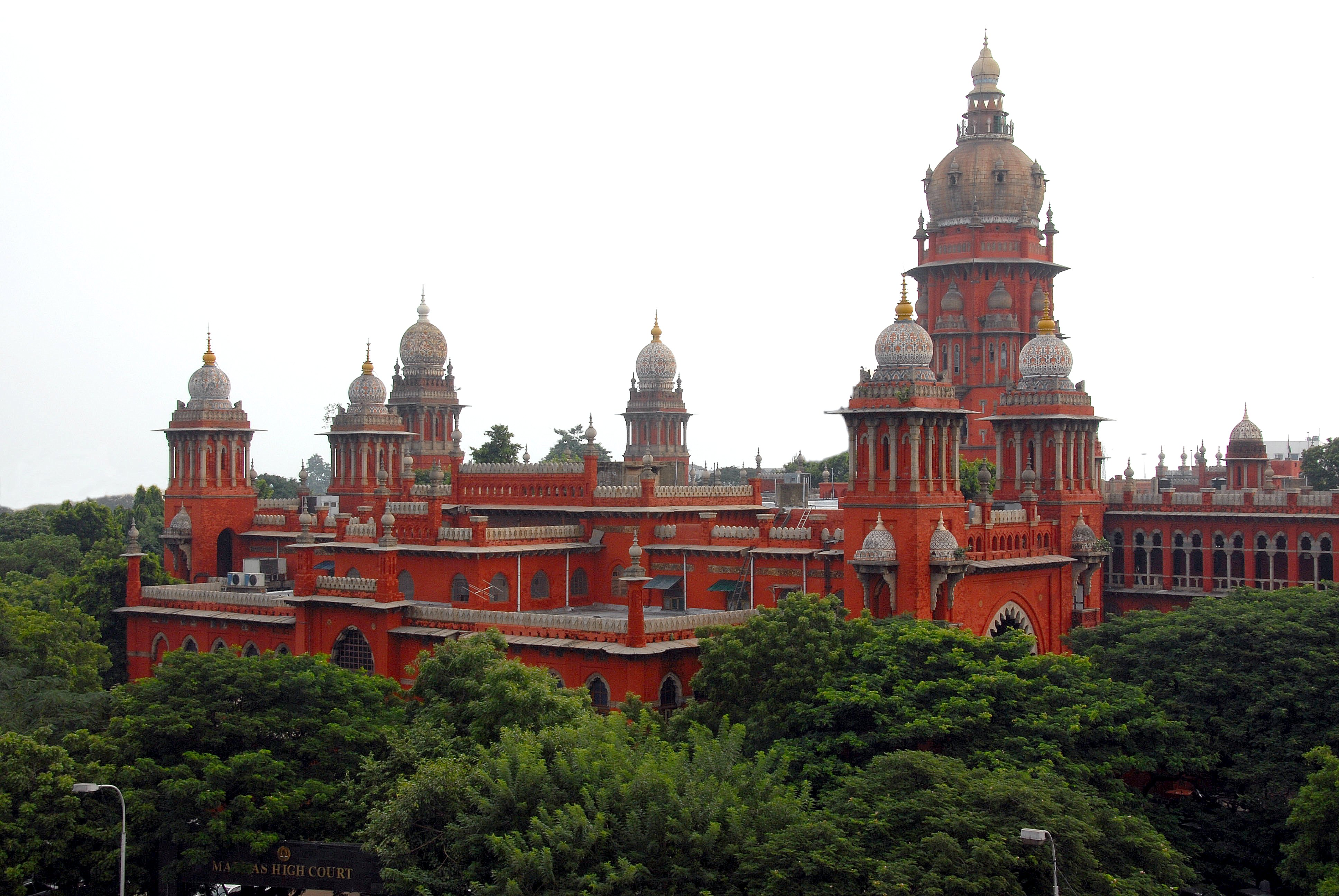
El Tribunal Supremo de Madrás.

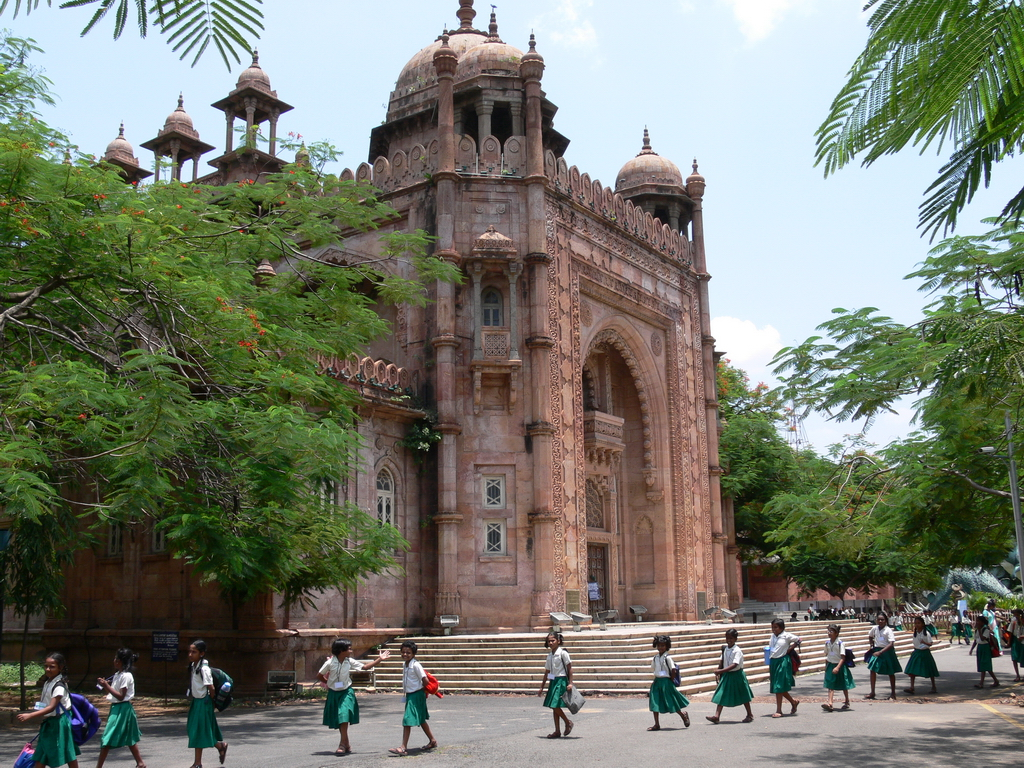
Galería Nacional de Arte de Madrás.

La construcción de la Galería Nacional de Arte de Madrás finalizó en 1909. El nuevo edificio, con una fachada distinta, se construyó con piedra arenisca rosa traída de Sathyavedu, y formó parte del campus del Museo de Madrás. Fue inaugurada el 23 de enero de 1909 por el gobernador de Fort St. George, Sir Arthur Lawley, y llamado Victoria Memorial Hall en honor a la Reina-Emperatriz Victoria. La arquitectura residencial de la ciudad se basaba en los prototipos de bungaló o de casa en hilera continua. Entre los edificios de estilo gótico se encuentran las estaciones de ferrocarril Chennai Central y Chennai Egmore. La Catedral basílica de Santo Tomás, que fue construida originalmente por los portugueses en 1523 y se dice que alberga los restos del apóstol Santo Tomás, fue reconstruida en 1893 en estilo neogótico.

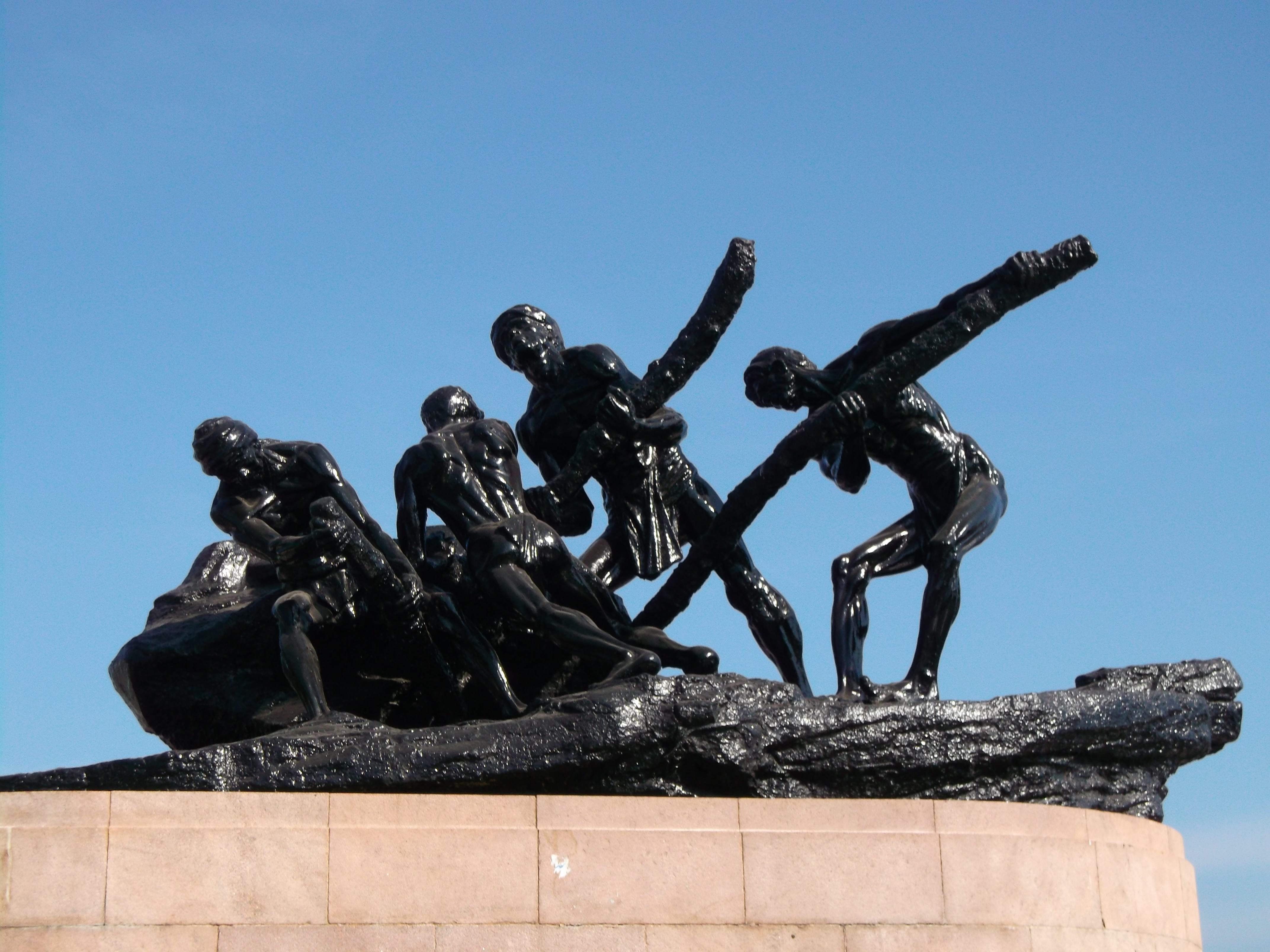
El grupo escultórico Triumph of Labour.

A principios del siglo XX, el art déco también hizo su entrada en el paisaje urbano de la ciudad. A partir de la década de 1930, muchos edificios de George Town se construyeron en este estilo, entre ellos el edificio United India (que actualmente alberga la Life Insurance Corporation of India (LIC) y el edificio Burma Shell (actual Chennai House), ambos construidos en la década de 1930, y la Dare House, construida en 1940. Otros ejemplos son el edificio de la Bombay Mutual (que actualmente alberga a la LIC) y el de la Cámara de Comercio del Sur de la India. Después de la Partición de la India, la ciudad fue testigo de un aumento del Modernismo. La finalización del edificio LIC en 1959, el edificio más alto del país en ese momento, marcó la transición de la construcción de cal y ladrillo a las columnas de hormigón en la región. La presencia del radar meteorológico Doppler en el puerto de Madrás, sin embargo, prohibió la construcción de edificios de más de 60 m en un radio de 10 km durante varias décadas posteriores. Además, el ratio de superficie de suelo en el distrito comercial central es también de 1,5, mucho menos que el de las ciudades más pequeñas del país. Esto hizo que la ciudad se expandiera horizontalmente, a diferencia de otras ciudades metropolitanas en las que el crecimiento vertical era prominente. Por el contrario, las regiones periféricas, especialmente en el sur y el suroeste, comenzaron a experimentar un crecimiento vertical con la construcción de edificios de hasta 60 plantas. En el centro de la ciudad, la Torre H del distrito de Highliving, de 48 plantas, sigue siendo el edificio más alto, con 161 metros.

## Economía
Industria manufacturera, química y automovilística. Su puerto es el que más relaciones comerciales tiene con el sudeste asiático. Es uno de los centros más importantes de la industria del cine en India, con el nombre de "Kollywood”.  Muchos empleados de la faja industrial que rodea a Madrás no cuentan con los estándares de empleo usuales en Europa.

## Clima
Tropical; es cálido y húmedo, excediendo 40 °C frecuentemente en verano. El monzón del noreste crea precipitaciones entre septiembre y diciembre.
| Parámetros climáticos promedio de Chennai (1971–2000)                          | Parámetros climáticos promedio de Chennai (1971–2000) | Parámetros climáticos promedio de Chennai (1971–2000) | Parámetros climáticos promedio de Chennai (1971–2000) | Parámetros climáticos promedio de Chennai (1971–2000) | Parámetros climáticos promedio de Chennai (1971–2000) | Parámetros climáticos promedio de Chennai (1971–2000) | Parámetros climáticos promedio de Chennai (1971–2000) | Parámetros climáticos promedio de Chennai (1971–2000) | Parámetros climáticos promedio de Chennai (1971–2000) | Parámetros climáticos promedio de Chennai (1971–2000) | Parámetros climáticos promedio de Chennai (1971–2000) | Parámetros climáticos promedio de Chennai (1971–2000) | Parámetros climáticos promedio de Chennai (1971–2000) |
| Mes                                                                            | Ene.                                                  | Feb.                                                  | Mar.                                                  | Abr.                                                  | May.                                                  | Jun.                                                  | Jul.                                                  | Ago.                                                  | Sep.                                                  | Oct.                                                  | Nov.                                                  | Dic.                                                  | Anual                                                 |
| ------------------------------------------------------------------------------ | ----------------------------------------------------- | ----------------------------------------------------- | ----------------------------------------------------- | ----------------------------------------------------- | ----------------------------------------------------- | ----------------------------------------------------- | ----------------------------------------------------- | ----------------------------------------------------- | ----------------------------------------------------- | ----------------------------------------------------- | ----------------------------------------------------- | ----------------------------------------------------- | ----------------------------------------------------- |
| Temp. máx. abs. (°C)                                                           | 34.4                                                  | 36.7                                                  | 40.6                                                  | 42.8                                                  | 45.0                                                  | 43.3                                                  | 41.1                                                  | 40.0                                                  | 38.9                                                  | 39.4                                                  | 35.4                                                  | 33.0                                                  | 45.0                                                  |
| Temp. máx. media (°C)                                                          | 28.8                                                  | 30.5                                                  | 32.5                                                  | 34.3                                                  | 36.8                                                  | 36.9                                                  | 35.0                                                  | 34.3                                                  | 33.9                                                  | 31.8                                                  | 29.6                                                  | 28.5                                                  | 32.8                                                  |
| Temp. mín. media (°C)                                                          | 20.9                                                  | 22.0                                                  | 23.8                                                  | 26.4                                                  | 27.9                                                  | 27.5                                                  | 26.3                                                  | 25.7                                                  | 25.5                                                  | 24.5                                                  | 23.0                                                  | 21.9                                                  | 24.6                                                  |
| Temp. mín. abs. (°C)                                                           | 13.9                                                  | 15.0                                                  | 16.7                                                  | 20.0                                                  | 21.1                                                  | 20.6                                                  | 21.0                                                  | 20.6                                                  | 20.6                                                  | 16.7                                                  | 15.0                                                  | 13.9                                                  | 13.9                                                  |
| Lluvias (mm)                                                                   | 22.5                                                  | 2.2                                                   | 4.0                                                   | 7.7                                                   | 43.9                                                  | 55.9                                                  | 100.3                                                 | 140.4                                                 | 137.3                                                 | 278.8                                                 | 407.4                                                 | 191.1                                                 | 1391.5                                                |
| Días de lluvias (≥ 1 mm)                                                       | 1.3                                                   | 0.4                                                   | 0.3                                                   | 0.6                                                   | 1.4                                                   | 4.0                                                   | 6.9                                                   | 8.5                                                   | 7.1                                                   | 10.6                                                  | 11.7                                                  | 6.3                                                   | 59.1                                                  |
| Horas de sol                                                                   | 268.3                                                 | 268.1                                                 | 293.6                                                 | 290.2                                                 | 279.9                                                 | 202.6                                                 | 185.2                                                 | 193.6                                                 | 198.6                                                 | 194.6                                                 | 182.7                                                 | 204.3                                                 | 2761.7                                                |
| Humedad relativa (%)                                                           | 73                                                    | 72                                                    | 70                                                    | 69                                                    | 62                                                    | 57                                                    | 64                                                    | 66                                                    | 72                                                    | 77                                                    | 78                                                    | 77                                                    | 70                                                    |
| Fuente n.º 1: India Meteorological Department (temperatures and precipitation) |                                                       |                                                       |                                                       |                                                       |                                                       |                                                       |                                                       |                                                       |                                                       |                                                       |                                                       |                                                       |                                                       |
| Fuente n.º 2: NOAA (sunshine duration and humidity 1971–1990)                  |                                                       |                                                       |                                                       |                                                       |                                                       |                                                       |                                                       |                                                       |                                                       |                                                       |                                                       |                                                       |                                                       |

## Desarrollo reciente
Junto con Bangalore e Hyderabad, la ciudad ha desarrollado una importante industria de software.
La ciudad es llamada la Detroit de India ya que produce el 40% de los vehículos del país, incluidos los vehículos eléctricos.

## Turismo

### Parques y jardines
- Banco de cocodrilos de Chennai
- Zoo de Vandalur

## Transporte
- Estación de ferrocarril de Chennai Central
- Estación de ferrocarril de Chennai Egmore
- Estación de ferrocarril de Tambaram

## Ciudades hermanadas
- Fráncfort del Meno
- Kuala Lumpur
- San Antonio
- Denver
- Volgogrado